# Сеидов, Какабай Ишангулыевич
Какабай Ишангулыевич Сейдов (20 марта 1971 года) — туркменский государственный деятель, председатель Государственного комитета Туркменистана по спорту. В прошлом футбольный арбитр международной категории.

## Биография
В течение многих лет в качестве рефери ФИФА обслуживал проводящиеся международные матчи под эгидой АФК, а также игры регулярного чемпионата Туркменистана. Карьеру арбитра совмещал с работой преподавателя и декана спортивного факультета в Национальном институте спорта и туризма Туркменистана. В 2013 году входил в штаб команды Туркменистана на Летней Универсиаде в Казани.
В январе 2014 года Постановлением Президента Туркменистана был назначен заместителем председателя Государственного комитета Туркменистана по спорту, а в сентябре был назначен председателем.